# Kremlin de Rostov
El kremlin de Rostov (en ruso: Ростовский кремль)  (también llamada Corte del Metropolitano) es la ciudadela de la ciudad de Rostov, que fue residencia del metropolitano de la eparquía de Rostov y Yaroslavl . Este kremlin se encuentra en el centro de la ciudad, a orillas del lago Nero. Data de la segunda mitad del siglo XVII. La ciudad de Rostov Veliki está clasificada como patrimonio cultural de la Federación de Rusia y se encuentra en la ruta del Anillo de Oro de Rusia, testimonio de la riqueza de la arquitectura antigua rusa.

## Historia del Kremlin

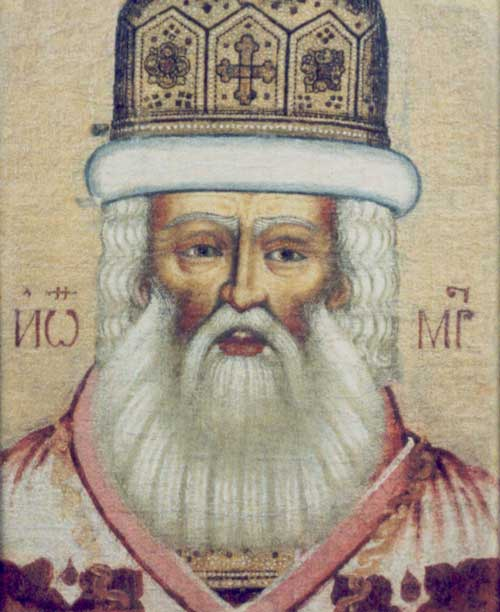
Jonás Sysóevich, fundador del kremlin

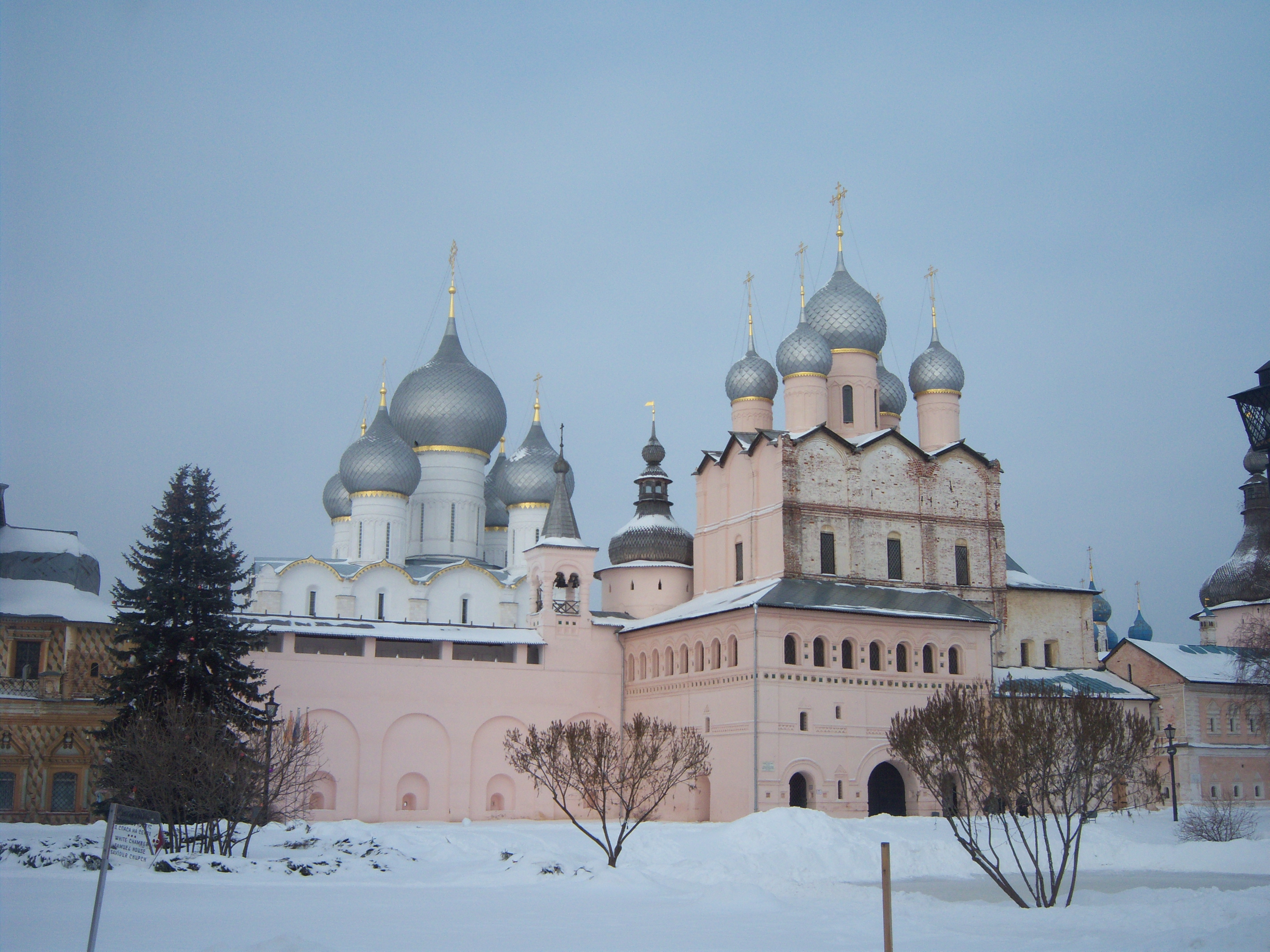
Kremlin de Rostov

El kremlin de piedra blanca de Rostov fue construido por el metropolitano Jonás Sysóevich (ca.1607-1690), que ocupó el asiento episcopal de la ciudad desde 1652 hasta 1690 y fue uno de los mayores constructores de Rusia.
La residencia del metropolitano se construyó según un plan del Kremlin, aunque a finales del siglo XVI, la era de los «kremlins» ya había pasado. Los altos muros del recinto tenían una función estética, religiosa, más que defensiva. Todos los edificios se caracterizan por la unión de la arquitectura religiosa y la arquitectura civil y militar. Muchos de los grandes monasterios rusos, como los de Laura de la Trinidad y San Sergio, el monasterio Solovetsky en el mar Blanco son fortalezas cuyas gruesas paredes podrían soportar un asedio. Esta asociación de arquitectura religiosa y militar asegura a estas construcciones una gran originalidad. Eran verdaderas fortalezas eclesiásticas y monásticas, ciudadelas de la fe ortodoxa, erizadas de atalayas y defensas.
El metropolitano de Rostov era igual en Rusia solo al metropolitano de Nóvgorod y superior al Patriarca de Moscú. Pero la decadencia fue rápida y privó a Rostov de la mayor parte de sus ingresos.
En 1788, se trasladó la sede del metropolitano de Rostov a Yaroslavl; el kremlin perdió su importancia y gradualmente fue abandonado y decayó. Los servicios de adoración ya no se celebraban, y los obispos incluso estaban dispuestos a vender el kremlin a demoledores o para construir un hotel gigantesco. Sin embargo, gracias a los medios financieros de los mercaderes de Rostov, el Kremlin fue finalmente restaurado en el siglo XIX.
A iniciativa de A.A.Titov et de I.A. Shliákov, en octubre de 1883 un museo fue inaugurado en la Cámara Blanca del Kremlin: el museo de las antigüedades religiosas que fue financiado por el Gobierno en 1907. Hasta la década de 1920, no se llevó a cabo el trabajo de restauración sistemática. Sin embargo, un terrible huracán destruyó esas restauraciones en 1953 y fue necesario comenzar de nuevo.
Desde el otoño de 2010, la asociación del Fondo Social de San Gregorio, con el apoyo del patriarca de la Iglesia ortodoxa Cyril intenta obtener la devolución al patrimonio de la Iglesia ortodoxa rusa del patrimonio religioso de Rostov. En octubre de 2010, el gobernador del óblast de Yaroslavl, Serguéi A. Vajrukov, presentó una solicitud de transferencia del museo-reserva «Kremlin de Rostov» con sus colecciones a la Iglesia ortodoxa rusa en un edificio nuevo y la creación en los locales de la residencia del metropolitano de un centro ruso de matrimonio y bautismo. Este proyecto provocó críticas de los especialistas en conservación de monumentos y una reacción masiva de la gente del pueblo. El proyecto no ha sido completado.

## Conjunto arquitectónico del kremlin

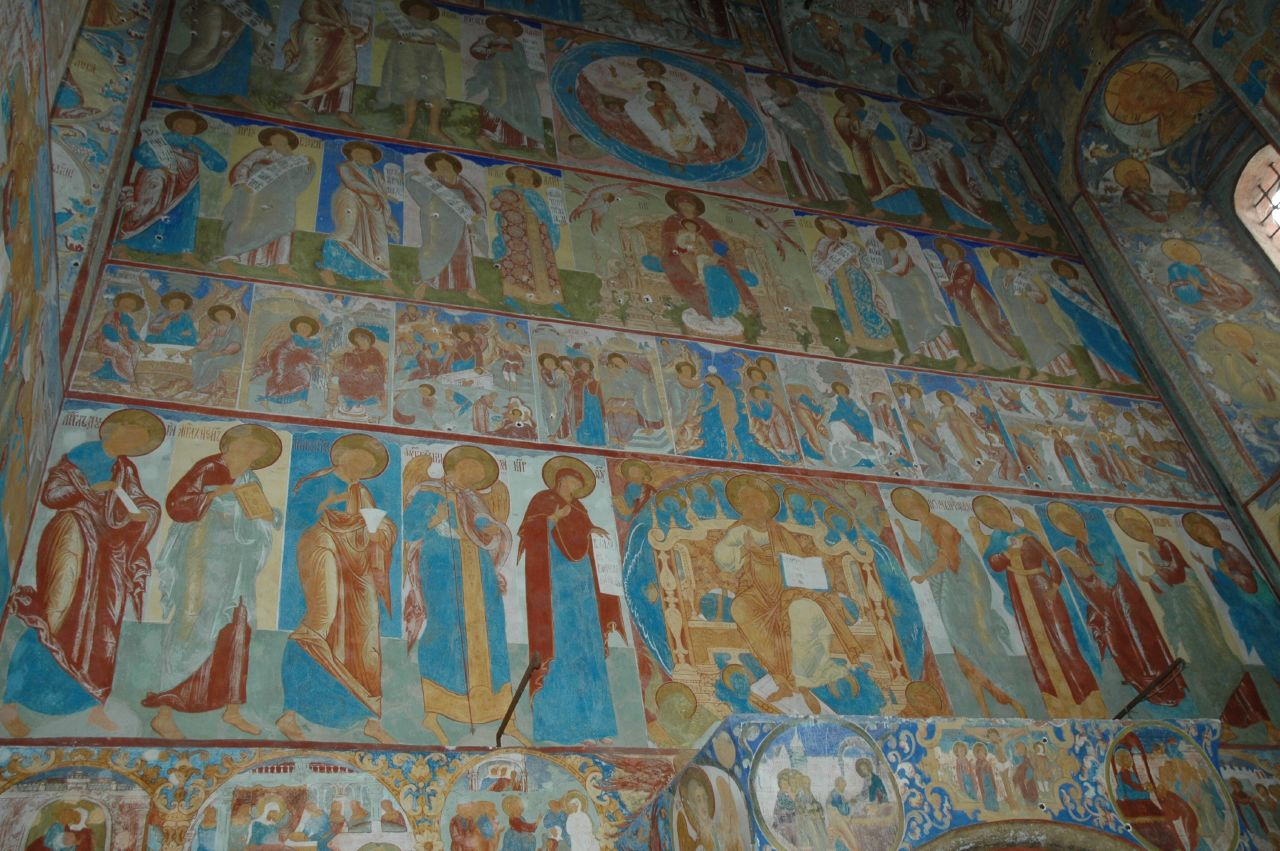
Église de Saint-Jean l'évangéliste (kremlin de Rostov)

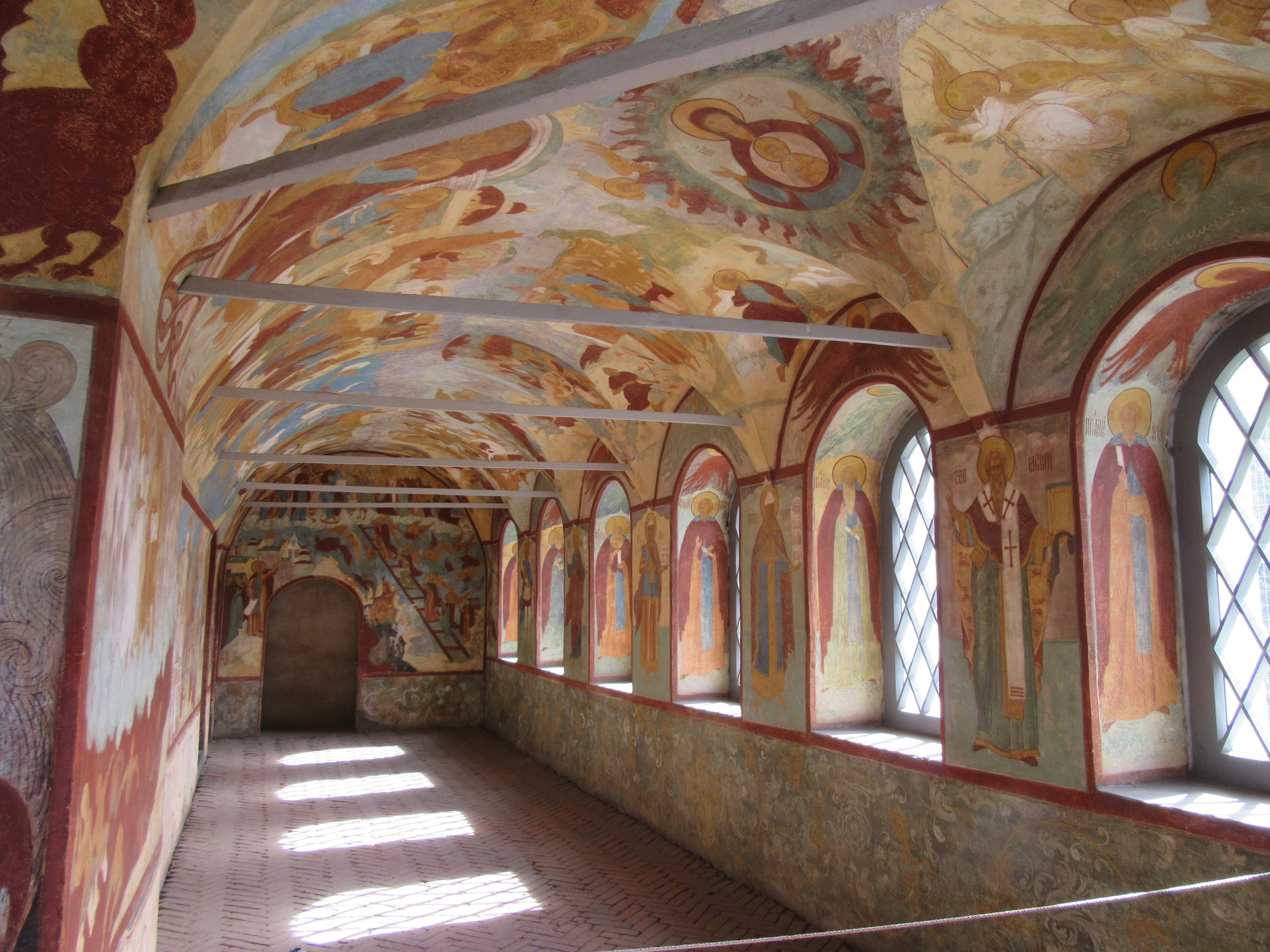
Paperte de la iglesia de la Resurrección en Rostov Veliki

El Kremlin está agradablemente dispuesto  a lo largo de las riberas del lago Nero.
Aunque construido casi doscientos años después del Kremlin de Moscú, en el siglo XVII, el Kremlin de Rostov ofrece una apariencia más medieval. Las iglesias, en lugar de agruparse dentro del recinto, como en Moscú, se reparten en la periferia. La mayoría de ellas se abren en el primer piso, por encima de las puertas del recinto y están flanqueadas por dos torres grandes. Conectadas por un camino de ronda, contribuyen a la defensa de la ciudadela eclesiástica. Las principales edificaciones son:
- Once torres fortificadas

- Catedral de la Dormición (1508–1512)
- Campanario-arcada de la atedral de la Dormición (1682–1687)
- Las santas puertas
- Iglesia de la Resurrección (1670)
- Tribunal (1650—1660)
- Iglesia de San Juan Evangelista (1683)
- Iglesia de la Santísima Virgen (Odigitria) (1693)
- Iglesia del Salvador en Séni (1675)
- Iglesia de San Gregorio Nacianceno  (1680)
- Palacio Rojo (1670–1680)
- «Casa bodegar» (XVII)
- Corpus Samuel
- Palacio blanco: palacio episcopal
- Torres del  kremlin

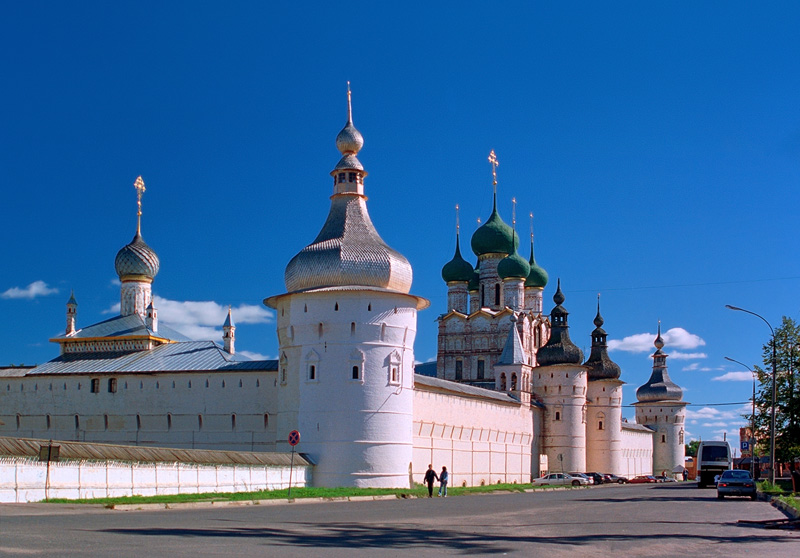
Conjunto del kremlin
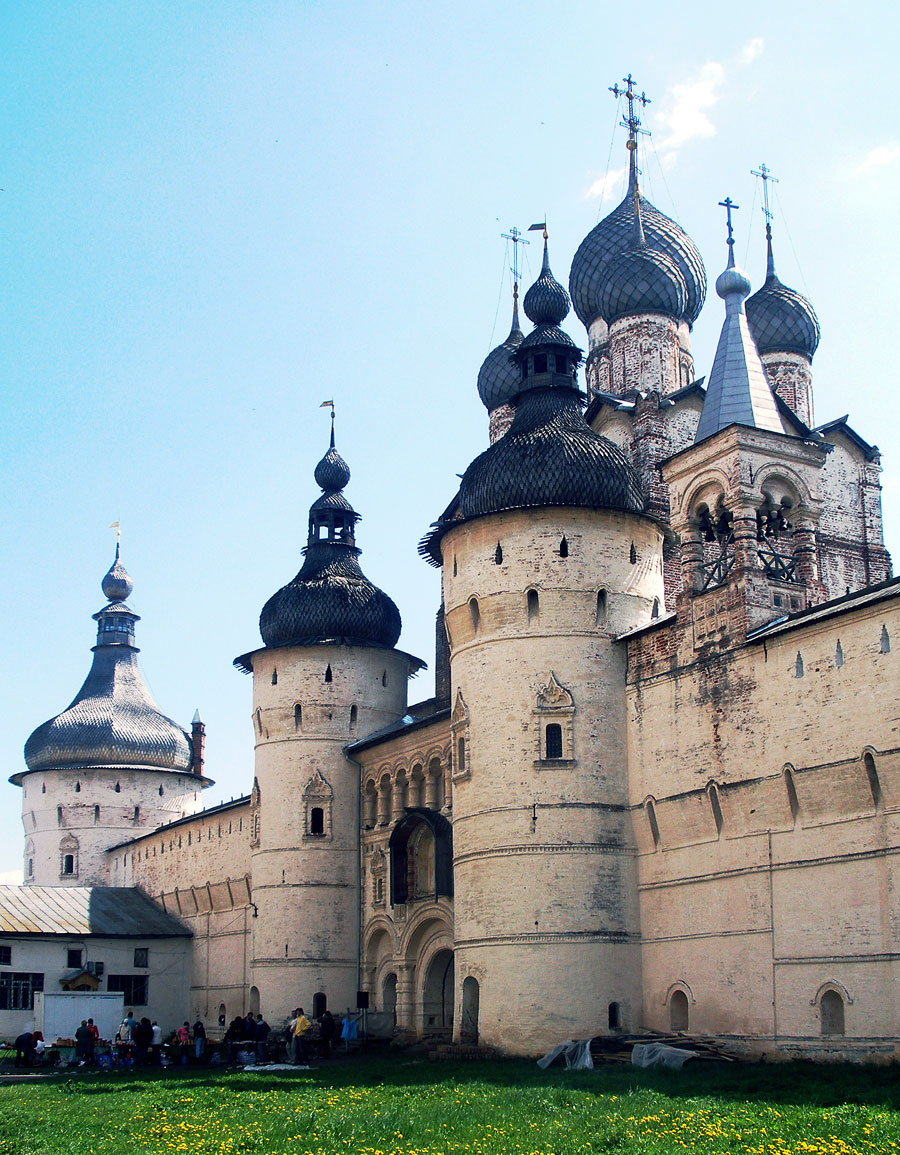
Acceso al kremlin
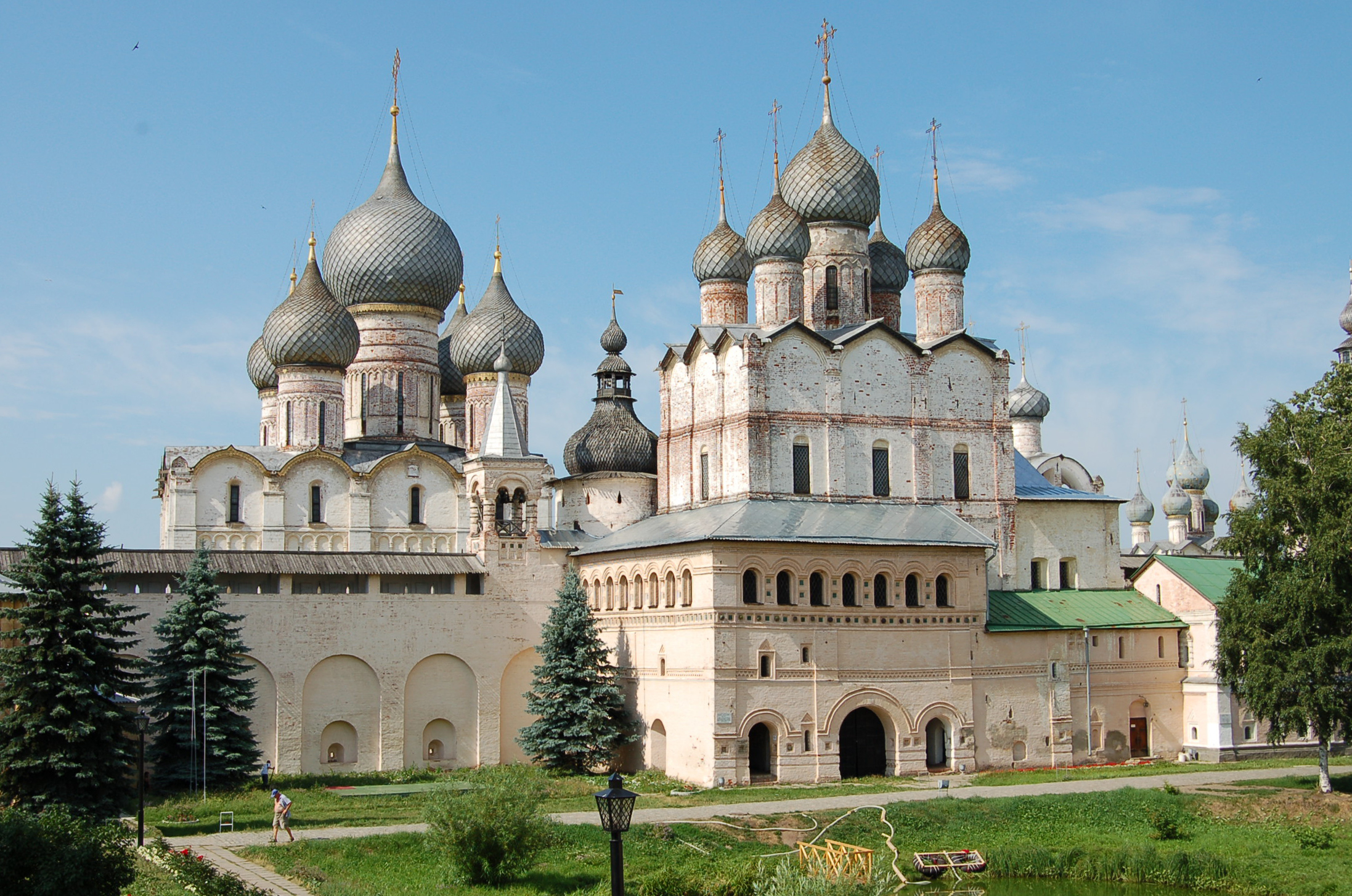
Iglesias de la Dormición y de la Resurrección
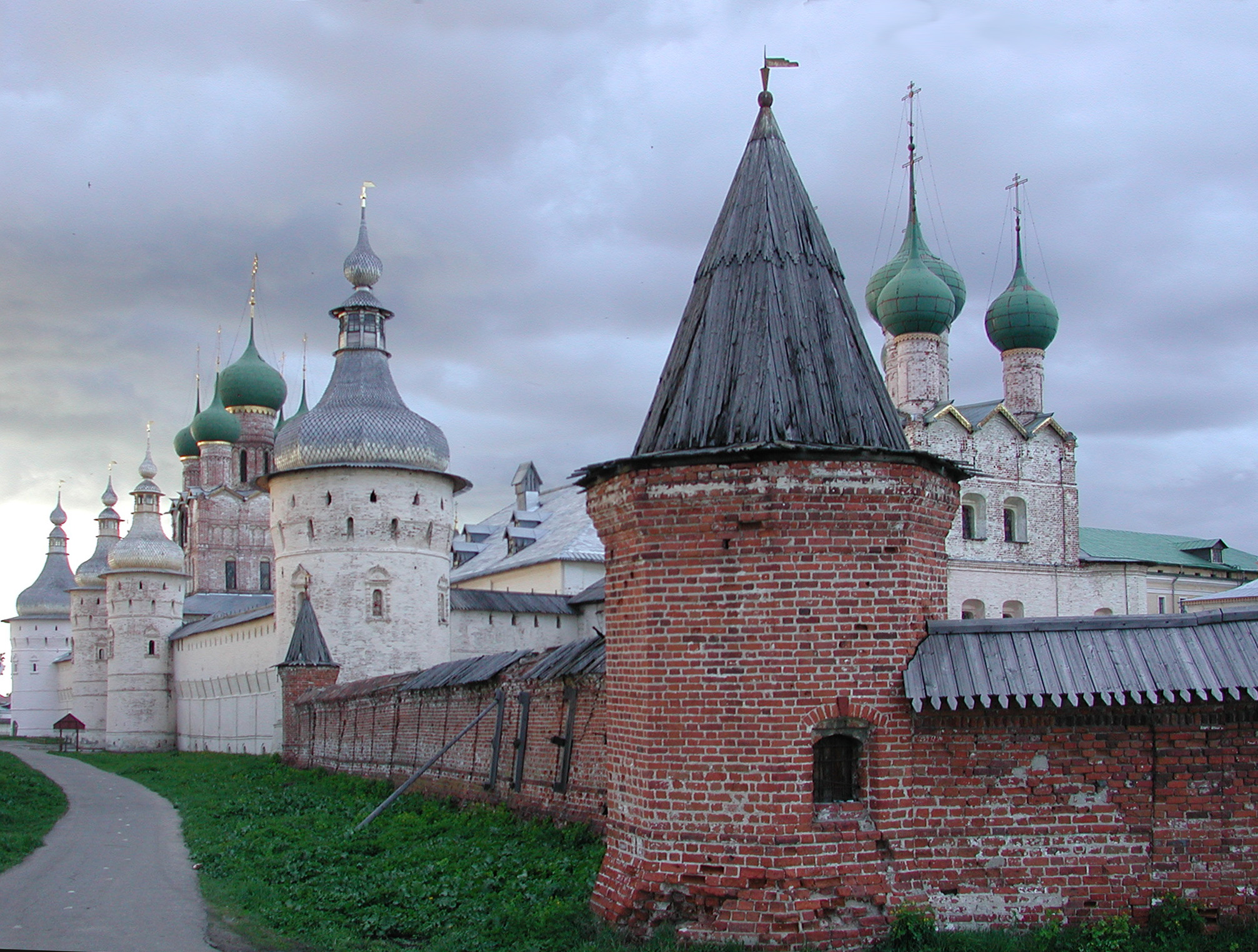
Las murallas del Kremlin de Rostov

### Catedral de la Dormición

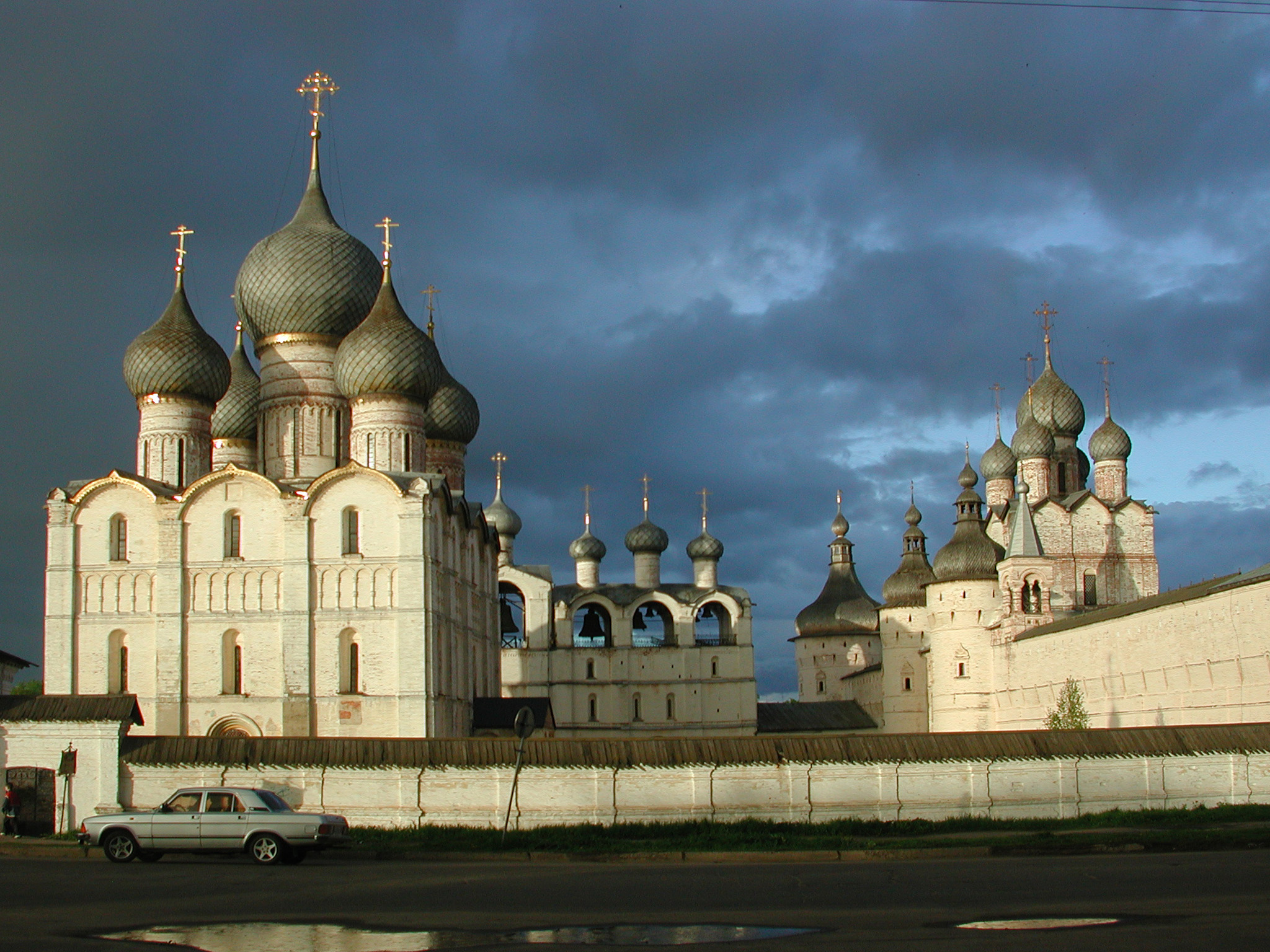
Catedral de la Dormición

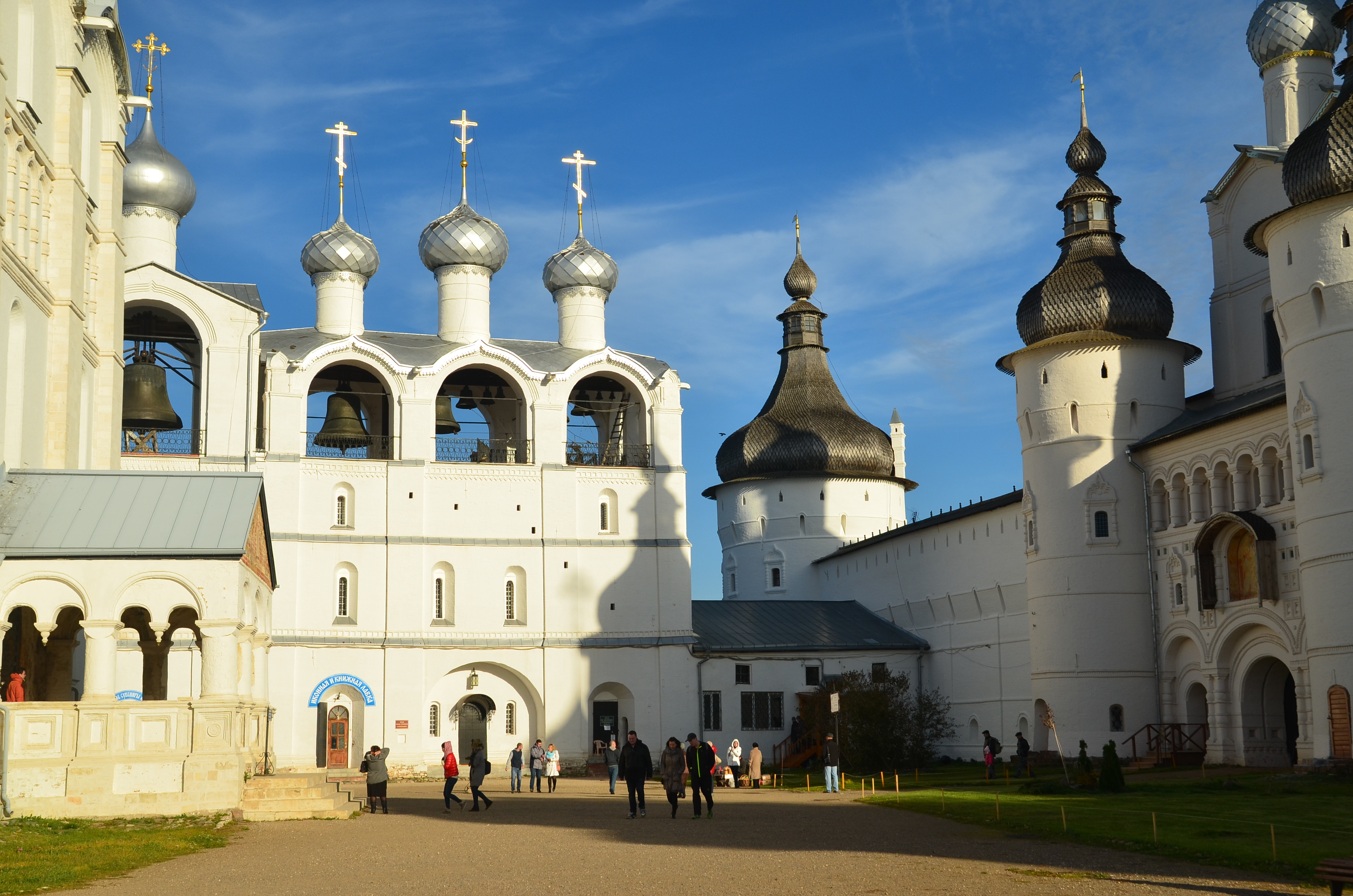
Arcada-campanario de la catedral de la Dormición

La catedral de la Dormición (1508—1512) fue construida en el emplazamiento de una iglesia de piedra blanca anterior, que databa de los siglos XII-XIII.
La catedral presenta muchas similitudes con la catedral del mismo nombre: la catedral de la Dormición en Moscú. Una edificación monumental con cinco cúpulas, pero de formas simples y nobles. La altura de la catedral con la cruz es de  60 m. El aparejo de la catedral es de ladrillo, pero la superficie está decorada con piedras blancas, especialmente en la base del edificio. Tiene gran cantidad de elementos decorativos: arcadas, tirantes con guarniciones que le dan una apariencia estética asombrosa, y una resistencia de materiales que ha sido probada hasta ahora.
En 1991, la propiedad de la catedral y el campanario fue devuelta a la Iglesia Ortodoxa Rusa.
La arcada-campanario de la catedral de la Dormición (1682-1687) se construyó al sureste de la catedral de la Dormición, y consta de dos volúmenes diferentes, coronados por cuatro cúpulas. A pedido del metropolitano Jonas Sysoevich, se dispusieron 13 campanas. La primera fue bautizada «Polyéléinyï» (1000 pudines o (32 toneladas) y la segunda «El cisne» (500 pudines o 8 toneladas),  y después la campana más pesada, una llamada «Sysoï» (2.000 pudines o (32 toneladas). Estas campanas tienen su tono y pueden producir acordes musicales armoniosos. Para hacer sonar una gama completa de acordes, hay un surtido de 15 campanas.

### Iglesia del Salvador en el Séni

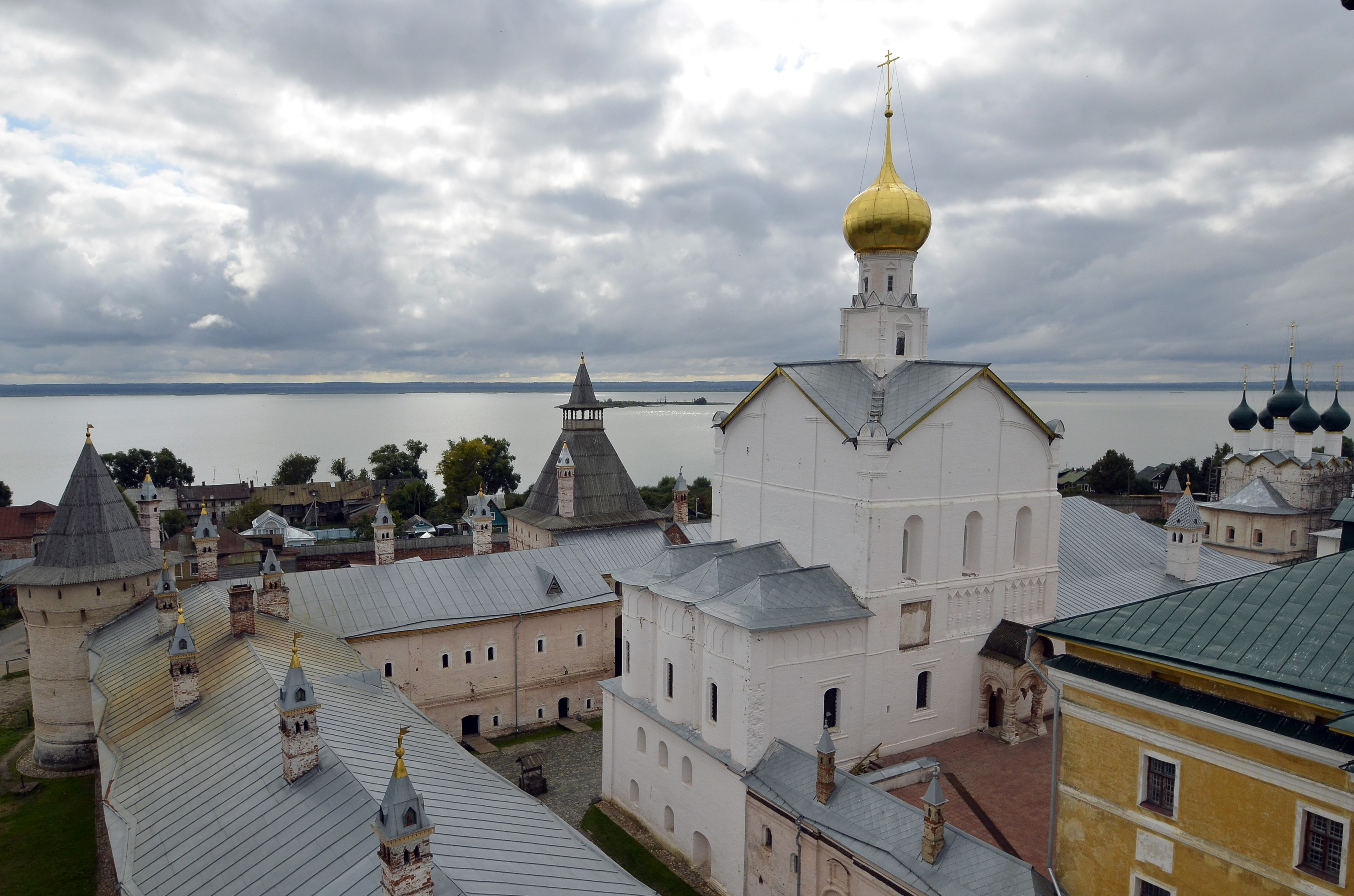
Iglesia del Salvador en el Séni

La iglesia del Salvador en el Séni está conectada directamente con el palacio Blanco, el palacio episcopal. Servía como un oratorio para el metropolitano. En el interior, un magnífico arco de piedra con columnas doradas se eleva y separa el iconostasio de la nave como una pantalla de jubé. Este diseño es único en la arquitectura rusa.
El interior de la iglesia fue pintado por el pope Timoteo y los maestros de Yaroslavl:  Dmitri Grigoriev, Fédor et Ivan Karpov.. Las pinturas están tituladas:
- Cúpula central: «Patria».
- Muro oeste: «Juicio final».
- Muro este: iconostasio.

### Iglesia de la Resurrección

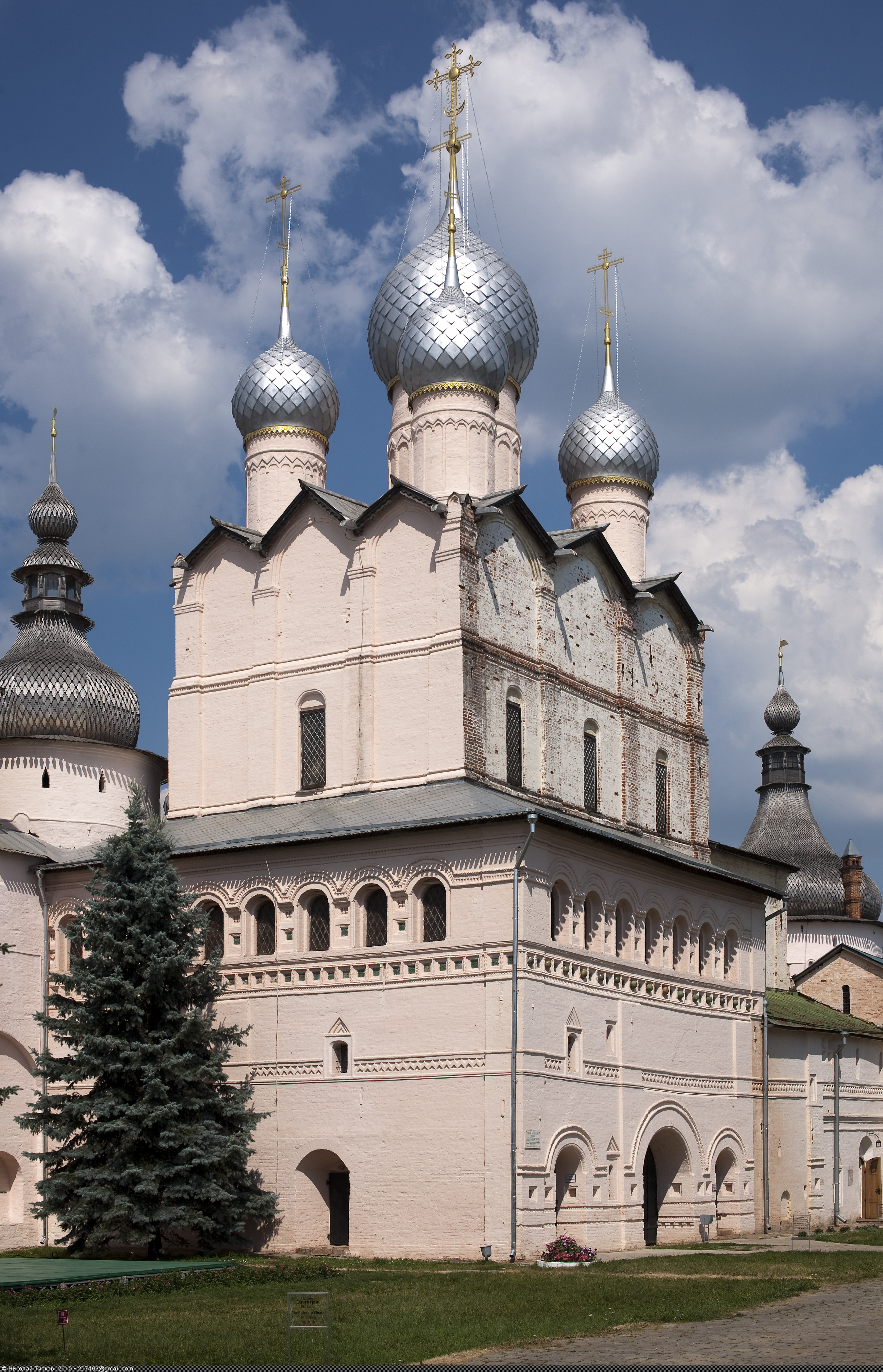
Iglesia de la Resurrección

Construida alrededor de 1670. Su masa cuadrada está coronada con cinco cúpulas. Un portal triple con una galería le sirve como pedestal.

### Iglesia de la Santa Virgen (Odigitria)

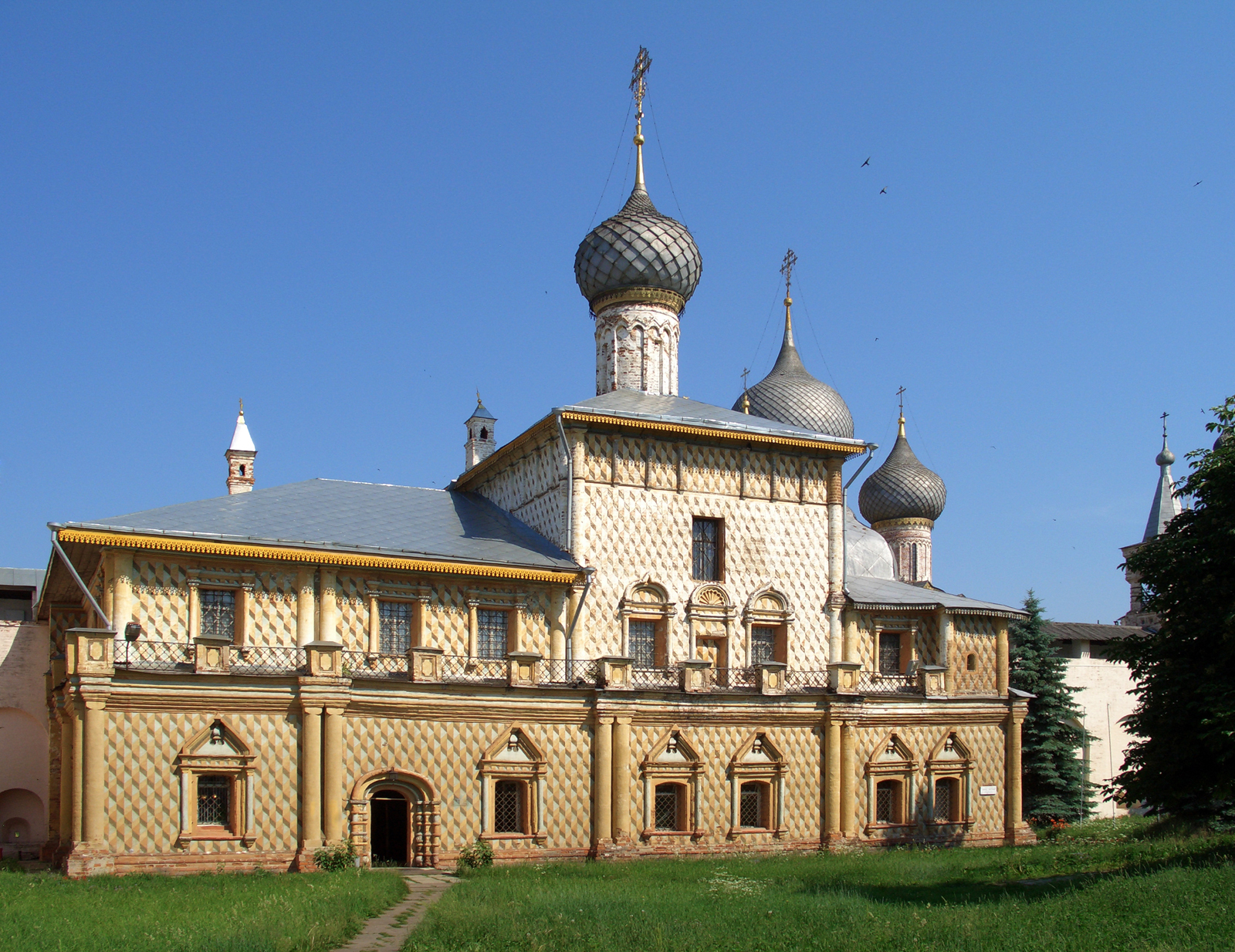
Iglesia de la Santa Virgen (Odigitria)

La Iglesia de la Santísima Virgen  (Odigitria)  es una de las iglesias del kremlin de Rostov. Fue construida en 1692-1693, un poco más tarde que las otras iglesias de este conjunto, a petición de Joasaphe, sucesor del metropolitano Jonas Sysoevich. Representa un modelo del estilo barroco moscovita. Esta es la construcción más reciente de la corte del metropolitano.
La iglesia se encuentra en la esquina noroeste del kremlin de Rostov y se encuentra adyacente al muro que rodea el patio. Fue construida cuando la muralla de cierre ya había sido construida y los constructores tuvieron que usar la imaginación para asegurarse de que la iglesia no pareciera demasiado desparejada en relación con todos los demás edificios. por su estilo y ubicación
La iglesia es de planta rectangular (se extiende de este a oeste) y tiene una planta de piso. Solo el piso superior se usa como lugar de culto.
A lo largo del perímetro del primer piso, pasa un balcón exterior, que distingue a esta iglesia de otras iglesias de Rostov equipadas con galerías. En los muros exteriores hay decoraciones en triángulo que crean una impresión de relieve. La pintura se hizo muy tarde en comparación con la fecha de construcción de la iglesia. El interior de la iglesia también es muy diferente de los otros edificios en el Kremlin. Las bóvedas y las paredes de la iglesia Odigitria están cubiertas con 20 cartelas de estuco de forma inusual. Estas fueron pintados poco después de la construcción del edificio.
Desde la segunda mitad del siglo XIX, la corte de los obispos de Rostov cayó en declive, y los murales se deterioraron considerablemente. Entre 1920 y 1950, las paredes de la iglesia y los cartuchos se blanquearon y se pintaron. En 2001-2003, fueron limpiados y restaurados.
En los últimos años se organizan exposiciones en la iglesia.

### Iglesia de San Juan Crisóstomo dicha  también el Evangelista

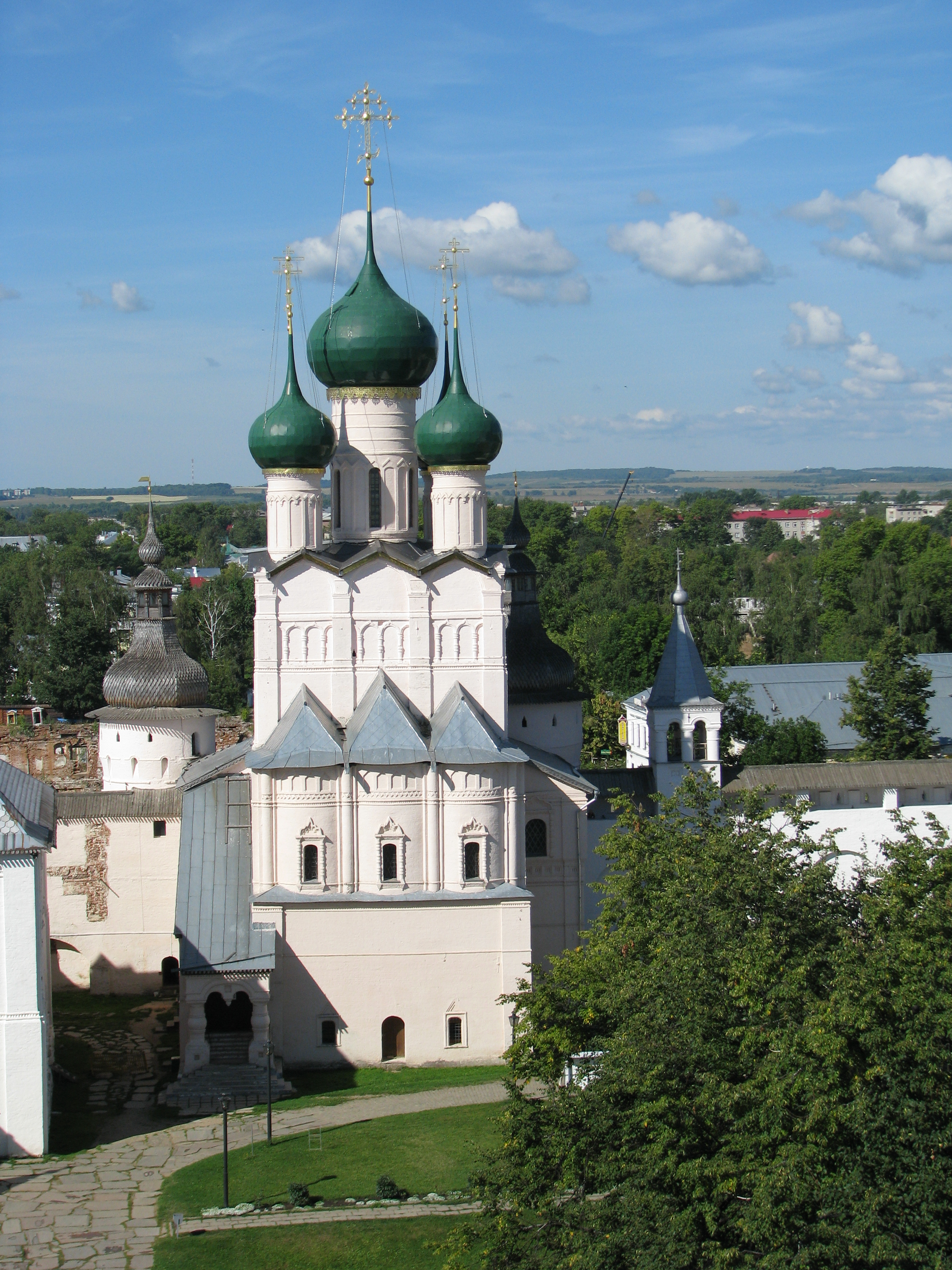
Iglesia de San Juan el Evangelista

La iglesia de San Juan Crisóstomo fue construida en 1683. Este edificio es uno de los últimos de la era del metropolitano Jonas. Su arquitectura parece más elegante y más ligera que las otras iglesias del kremlin. Está suspendida, al igual que la Iglesia de la Resurrección, sobre una puerta del recinto, y enmarcada por dos torres entre las que se ahueca su hermoso portal con profundos dóvelas.

Iglesia de San Juan Iglesia Crisóstomo
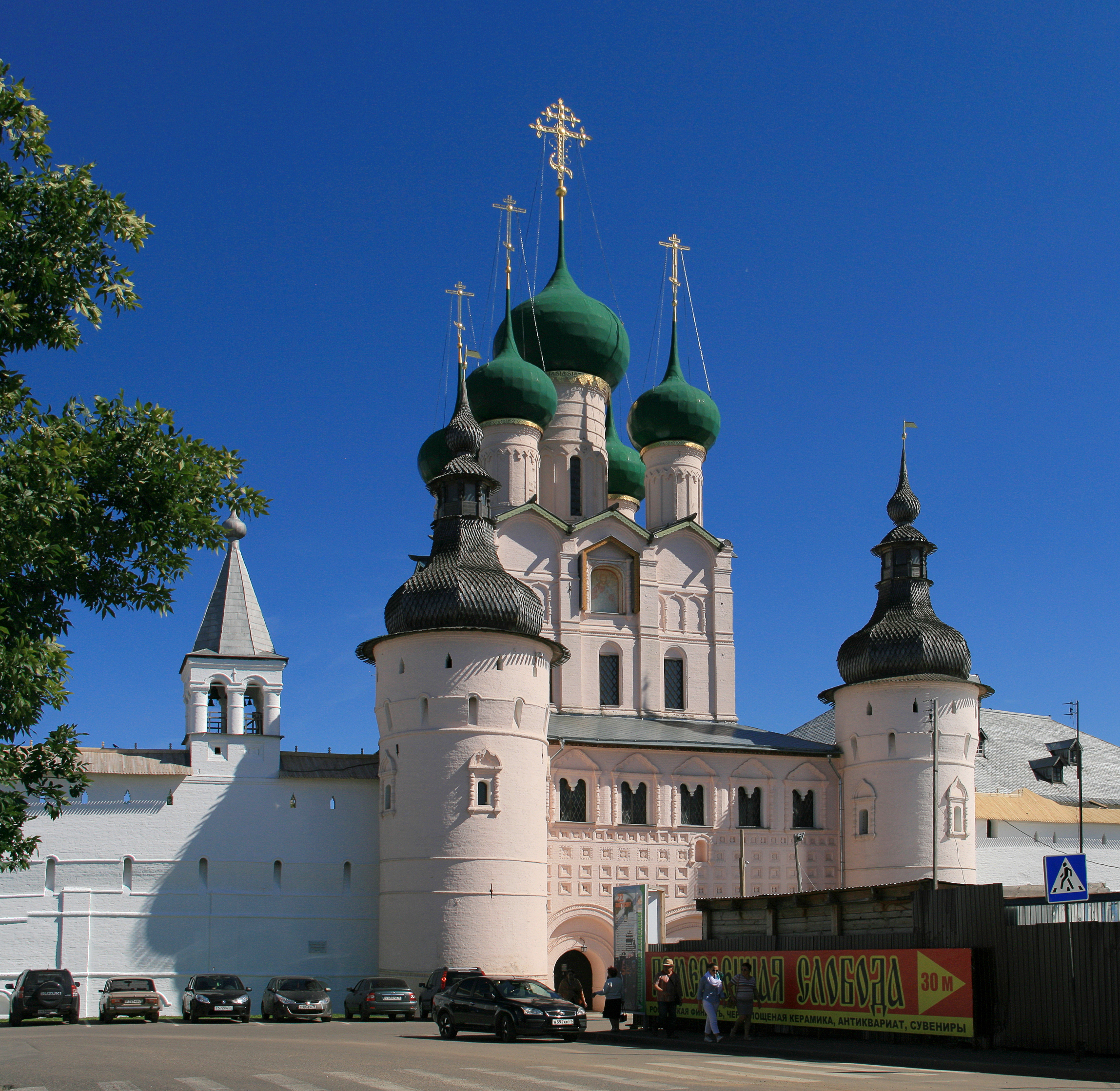
Entrada adosada a la muralla
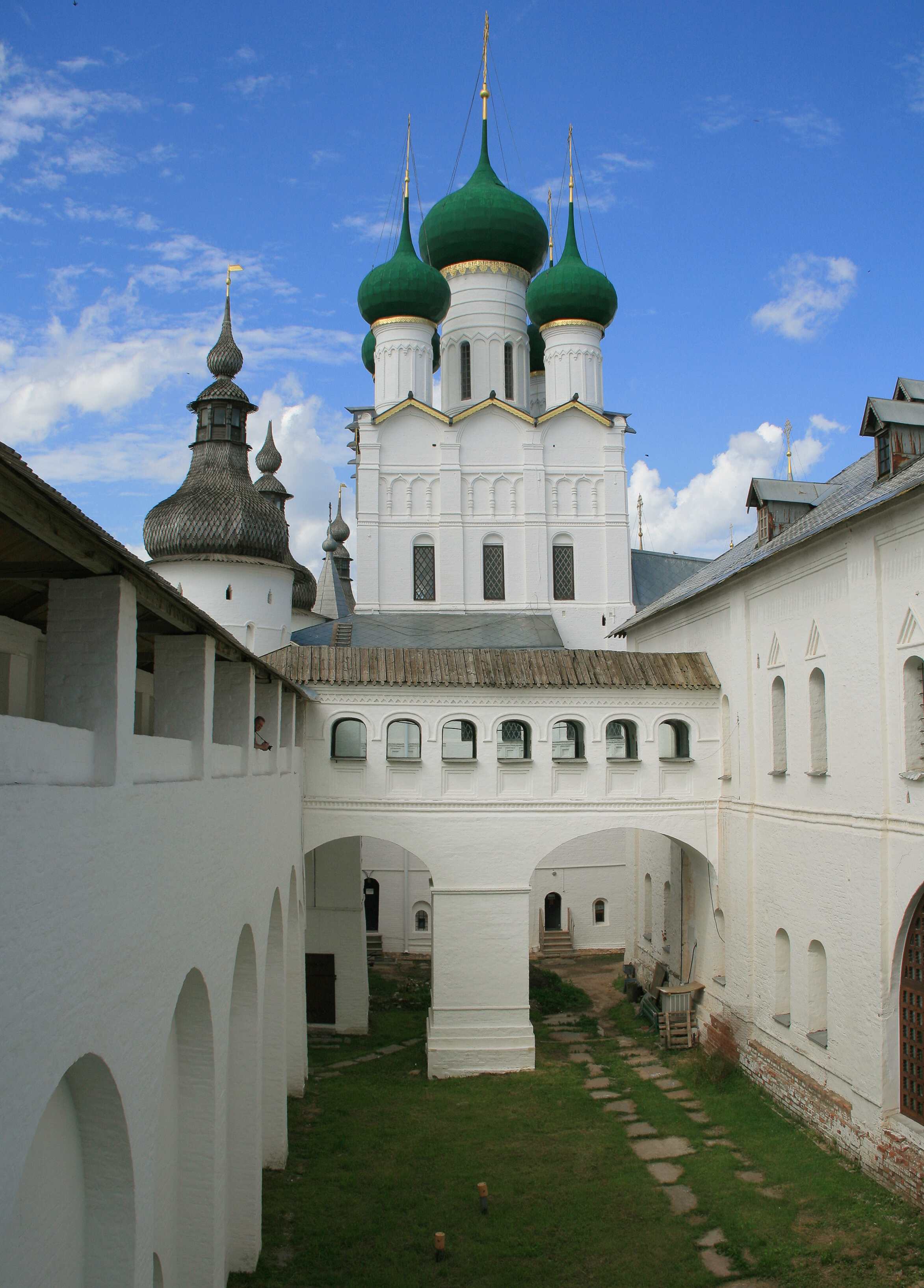
Pasaje del palacio Rojo a la muralla oeste
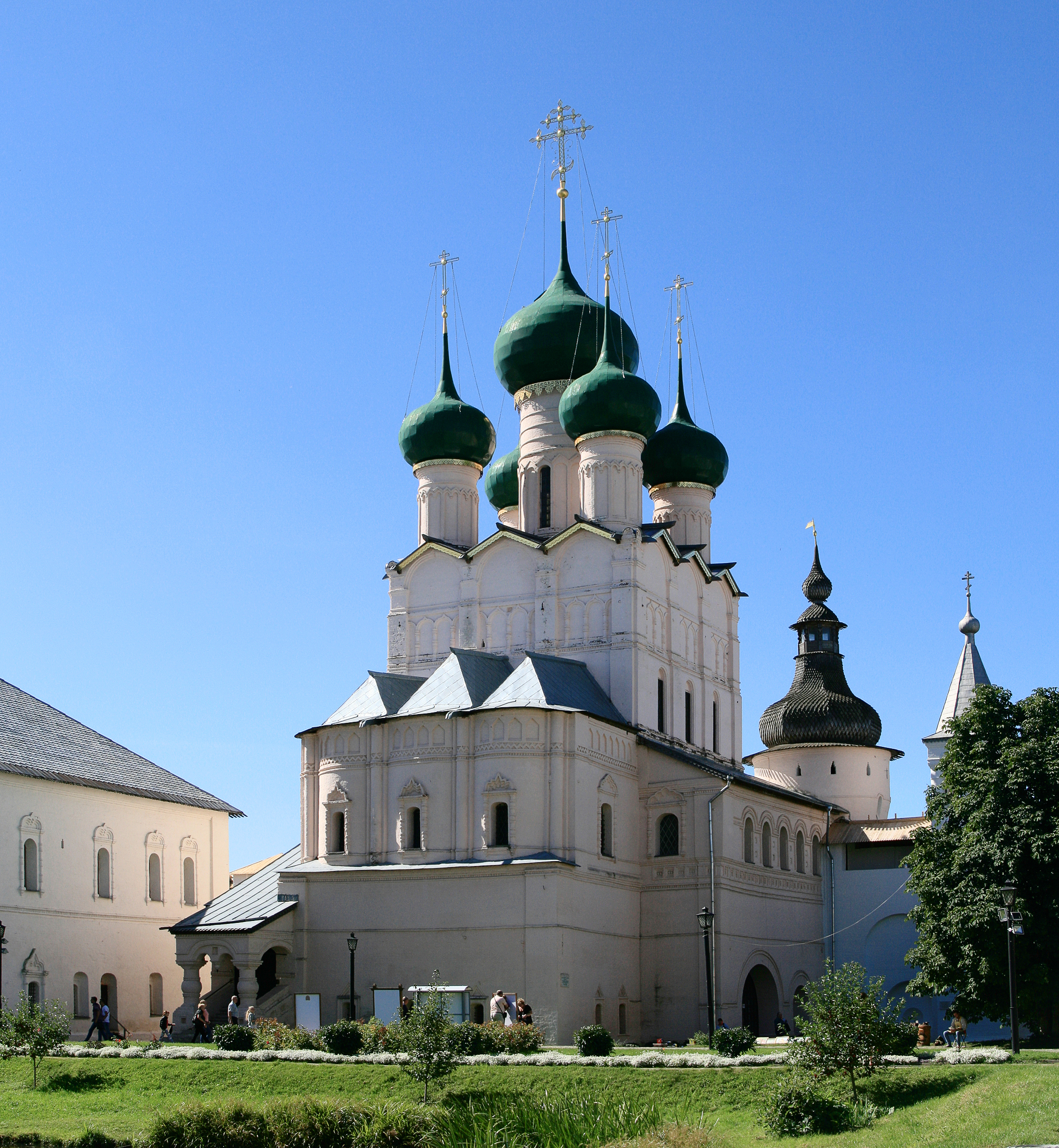
La iglesia desde el kremlin
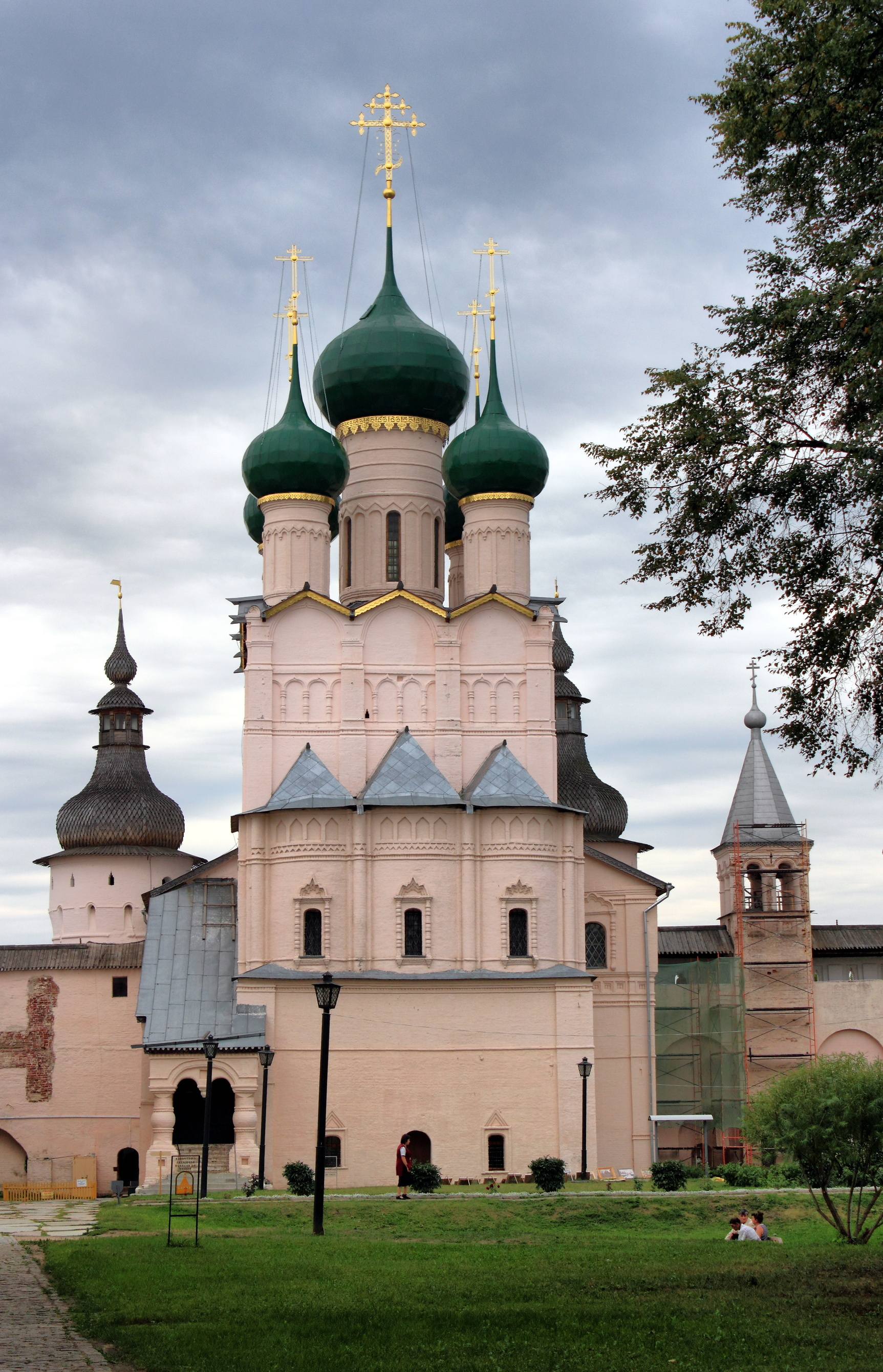